# Cerratón de Juarros
Pour les articles homonymes, voir Juarros.
Cerratón de Juarros est une commune d'Espagne dans la communauté autonome de Castille-et-León, province de Burgos. Elle s'étend sur 16,2 km2 et comptait environ 54 habitants en 2011.